# Jana Torneva
Jana Torneva (* 13. Januar 1973 in Sofia, Bulgarien) ist eine deutsche Tänzerin und Choreographin.

## Leben
Jana Torneva wuchs in der bulgarischen Hauptstadt Sofia als Tochter eines Juristen und einer Journalistin auf. In den Jahren 1980 bis 1992 besuchte sie die Staatliche Ballettschule ihrer Heimatstadt und erhielt Unterricht in klassischem Balletttanz, Tanzpädagogik und Choreographie. Bereits zu dieser Zeit tanzte sie an der Staatsoper Sofia unter anderem in Schwanensee, Der Nussknacker sowie Gisele. 
Nach Ablegung des Staatsexamens kam sie dann 1992 nach Berlin und war zwei Jahre lang Mitglied des Deutschen Fernsehballetts, ehe sie 1995 als Tänzerin an die Deutsche Oper Berlin wechselte. 1996 kam Jana Torneva zurück zum Deutschen Fernsehballett des MDR. 2000 wurde sie 1. Solistin des Ensembles. 
2007 saß sie in der Jury zur Auswahl der Debütanten für den Semperopernball Dresden. Seit 2008 und mit Gründung der Choreoagency ist Jana Torneva international als freiberufliche Choreographin für TV-, Event- und Tourneeveranstaltungen tätig. Hierbei entstanden unter anderem Projekte mit Katherine Jenkins, Paul Potts, Maite Kelly, Reamonn, Helene Fischer, DJ Bobo, Double Drums.
Jana Torneva lebt in München.